# Lijst van nummer 1-albums in de LP Top 50 in 1978
Onderstaande albums stonden in 1978 op nummer 1 in de LP Top 50, de voorloper van de Media Markt Album Top 40. De lijst werd samengesteld door de Stichting Nederlandse Top 40.
| Nummer | Datum        | Artiest                   | Titel                                      |
| ------ | ------------ | ------------------------- | ------------------------------------------ |
| 87     | 7 januari    | Vader Abraham             | In Smurfenland                             |
|        | 14 januari   | Vader Abraham             | In Smurfenland                             |
|        | 21 januari   | Vader Abraham             | In Smurfenland                             |
| 88     | 28 januari   | ABBA                      | The album                                  |
|        | 4 februari   | ABBA                      | The album                                  |
|        | 11 februari  | ABBA                      | The album                                  |
|        | 18 februari  | ABBA                      | The album                                  |
|        | 25 februari  | ABBA                      | The album                                  |
| 89     | 4 maart      | Tol Hansse                | Moet niet zeuren!                          |
|        | 11 maart     | Tol Hansse                | Moet niet zeuren!                          |
|        | 18 maart     | Tol Hansse                | Moet niet zeuren!                          |
|        | 25 maart     | Tol Hansse                | Moet niet zeuren!                          |
|        | 1 april      | Tol Hansse                | Moet niet zeuren!                          |
|        | 8 april      | Tol Hansse                | Moet niet zeuren!                          |
| 90     | 15 april     | Soundtrack                | Saturday night fever                       |
|        | 22 april     | Soundtrack                | Saturday night fever                       |
|        | 29 april     | Soundtrack                | Saturday night fever                       |
|        | 6 mei        | Soundtrack                | Saturday night fever                       |
|        | 13 mei       | Soundtrack                | Saturday night fever                       |
|        | 20 mei       | Soundtrack                | Saturday night fever                       |
|        | 27 mei       | Soundtrack                | Saturday night fever                       |
|        | 3 juni       | Soundtrack                | Saturday night fever                       |
|        | 10 juni      | Soundtrack                | Saturday night fever                       |
|        | 17 juni      | Soundtrack                | Saturday night fever                       |
|        | 24 juni      | Soundtrack                | Saturday night fever                       |
|        | 1 juli       | Soundtrack                | Saturday night fever                       |
|        | 8 juli       | Soundtrack                | Saturday night fever                       |
|        | 15 juli      | Soundtrack                | Saturday night fever                       |
|        | 22 juli      | Soundtrack                | Saturday night fever                       |
|        | 29 juli      | Soundtrack                | Saturday night fever                       |
|        | 5 augustus   | Soundtrack                | Saturday night fever                       |
|        | 12 augustus  | Soundtrack                | Saturday night fever                       |
|        | 19 augustus  | Soundtrack                | Saturday night fever                       |
| 91     | 26 augustus  | Soundtrack                | Grease                                     |
|        | 2 september  | Soundtrack                | Grease                                     |
|        | 9 september  | Soundtrack                | Grease                                     |
| 92     | 16 september | Jeff Wayne                | Musical version of "The war of the worlds" |
| 91     | 23 september | Soundtrack                | Grease                                     |
|        | 30 september | Soundtrack                | Grease                                     |
|        | 7 oktober    | Soundtrack                | Grease                                     |
|        | 14 oktober   | Soundtrack                | Grease                                     |
|        | 21 oktober   | Soundtrack                | Grease                                     |
|        | 28 oktober   | Soundtrack                | Grease                                     |
|        | 4 november   | Soundtrack                | Grease                                     |
|        | 11 november  | Soundtrack                | Grease                                     |
|        | 18 november  | Soundtrack                | Grease                                     |
| 93     | 25 november  | 10CC                      | Bloody tourists                            |
|        | 2 december   | 10CC                      | Bloody tourists                            |
| 94     | 9 december   | Meat Loaf                 | Bat out of hell                            |
|        | 16 december  | Meat Loaf                 | Bat out of hell                            |
|        | 23 december  | Meat Loaf                 | Bat out of hell                            |
|        | 30 december  | geen LP Top 50 verschenen | geen LP Top 50 verschenen                  |

Lijsten van nummer 1-albums in de Nederlandse Album Top 100

1969 ·
1970 ·
1971 ·
1972 ·
1973 ·
1974 ·
1975 ·
1976 ·
1977 ·
1978 ·
1979 ·
1980 ·
1981 ·
1982 ·
1983 ·
1984 ·
1985 ·
1986 ·
1987 ·
1988 ·
1989 ·
1990 ·
1991 ·
1992 ·
1993 ·
1994 ·
1995 ·
1996 ·
1997 ·
1998 ·
1999 ·
2000 ·
2001 ·
2002 ·
2003 ·
2004 ·
2005 ·
2006 ·
2007 ·
2008 ·
2009 ·
2010 ·
2011 ·
2012 ·
2013 ·
2014 ·
2015 ·
2016 ·
2017 ·
2018 ·
2019 ·
2020 ·
2021 ·
2022 ·
2023 ·
2024 ·
2025

Lijsten van nummer 1-albums van de Stichting Nederlandse Top 40

1969 ·
1970 ·
1971 ·
1972 ·
1973 ·
1974 ·
1975 ·
1976 ·
1977 ·
1978 ·
1979 ·
1980 ·
1981 ·
1982 ·
1983 ·
1984 ·
1985 ·
1986 ·
1987 ·
1988 ·
1989 ·
1990 ·
1991 ·
1992 ·
1993 ·
1994 ·
1995 ·
1996 ·
1997 ·
1998 ·
1999 ·
2011 ·
2012 ·
2013 ·
2014 ·
2015
- Nederland
- Nederland (LP Top 50)